# Unisonic (Album)
Unisonic ist das 2012 erschienene Debütalbum der Hard-Rock-Band Unisonic.

## Hintergrund
Bereits seit 2009 arbeiteten Michael Kiske (ehemals Helloween), Kosta Zafiriou (ehemals Pink Cream 69), Dennis Ward (Pink Cream 69) und Mandy Meyer (ehemals Gotthard) an Liedern für ihr Projekt Unisonic. Die Arbeiten gingen nur schleppend voran und gewannen erst mit dem Beitritt Kai Hansens (ehemals Helloween, Gamma Ray) im Jahr 2011 an Geschwindigkeit. Nachdem die Gruppe im Februar 2012 die EP Ignition veröffentlicht hatte, die neben drei Studioaufnahme auch ein Liveaufnahme des Helloween-Liedes I Want Out enthielt, folgte am 29. März 2012 die Veröffentlichung des selbstbetitelten ersten Albums.
Unisonic wurde in drei Varianten angeboten: Neben der einfachen Ausführung als CD im Jewelcase wird die Limited Edition des Albums in einem sogenannten Mediabook mit 40-seitigem Booklet und dem Bonus-Track Over the Rainbow erscheinen, außerdem ist eine Variante mit Vinyl-LP und CD erhältlich.

## Titelliste
1. Unisonic (Meyer, Hansen, Ward) – 3:27
2. Souls Alive (Meyer, Ward) – 5:15
3. Never Too Late (Hansen) – 4:29
4. I’ve Tried (Ward) – 4:55
5. Star Rider (Hansen, Ward) – 4:19
6. Never Change Me (Hansen) – 3:44
7. Over the Rainbow (Hansen – Bonus-Track der Limited Edition)
8. Renegade (Ward) – 4:38
9. My Sanctuary (Hansen, Ward) – 4:17
10. King for a Day (Hansen) – 4:10
11. We Rise (Hansen, Ward) – 4:40
12. No One Ever Sees Me (Kiske) – 6:16

## Rezeption
Sebastian Kohlmann schrieb im Magazin Rocks, es handele sich bei der Musik auf dem Album um „unverkopften, modernen Hardrock aus dem Hier und Jetzt mit opulentesten Melodien und reichlich Pathos“, der Titel I’ve Tried bediene sich „sogar ein bisschen bei Bon Jovi’s“ Keep the Faith. Hansens Saitenarbeit steche bei Unisonic „weniger frech heraus“, die Musik habe „im Grunde aber viel weniger von Helloween, als manch einer gedacht“ habe, dies sei ein Umstand, der den Mitmusikern geschuldet sei. Peter Ehmann von undergrounded.de bewertet das Album mit 6,5 von 10 Punkten, wobei er als Fazit angibt: „… man hätte von dieser Besetzung mehr erwarten können, bekommt aber dennoch ein grundsolides Melodic Hardrock Metal Album zu hören.“